# 貓羅溪

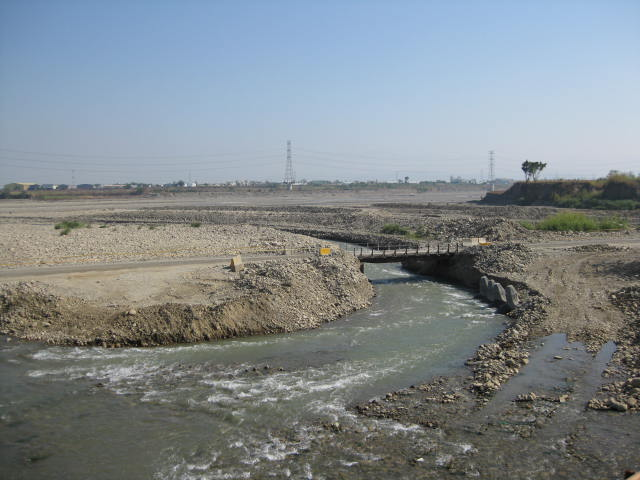
貓羅溪河口，遠方為烏溪。

貓羅溪位於台灣中部，為烏溪支流，河長47公里，流域面積377平方公里，分佈於臺中市烏日區、彰化縣彰化市、芬園鄉，及南投縣草屯鎮、南投市、名間鄉、中寮鄉等行政區。主流上游為平林溪，發源於南投縣中寮鄉標高1,174公尺之九份二山西南側，先向西南流經大坑、田寮，於石城轉向西偏北流，經中寮、新厝、公埔，於包尾與另一支流坑內坑溪會合後，始稱貓羅溪。本流轉向西北流經南投、水尾子、後壁湖，隨後沿草屯鎮西側邊界流至下埔子，穿越芬園鄉境之土豆寮、溪底仔後，沿臺中、彰化縣界流，於彰化市番子田 (福田里) 附近注入烏溪。

## 水系主要河川
- 貓羅溪：台中市、彰化縣、南投縣
  - 隘寮溪：彰化縣芬園鄉、南投縣草屯鎮
  - 樟平溪 (軍功寮溪)：南投縣南投市、中寮鄉
    - 土地公坑溪：南投縣中寮鄉

  - 坑內坑溪：南投縣南投市、名間鄉
    - 番子寮溪：南投縣名間鄉
    - 大坑溪：南投縣名間鄉

  - 平林溪：南投縣南投市、名間鄉、中寮鄉
    - 東勢閣坑溪：南投縣中寮鄉
    - 後寮溪：南投縣中寮鄉
    - 粗坑溪：南投縣中寮鄉